# 桐山智衣
桐山 智衣（きりやま ちえ、1991年8月2日 - ）は、日本の陸上選手。
七種競技及び100mハードルを専門とする。

## 経歴
岐阜県出身。岐阜県立岐阜商業高等学校、中京大学を卒業。
卒業後、モンテローザに所属した。モンテローザの陸上競技部が廃部となった後は、ヤマダ電機に所属した。

## 成績
- 日本陸上競技選手権大会 - 七種競技優勝（2011年、2013年、2014年）[1]
- 2011年アジア陸上競技選手権大会 - 七種競技3位[1]
- 2013年アジア陸上競技選手権大会 - 七種競技3位[1]
- 2016年アジア室内陸上競技選手権大会 - 五種競技3位